# Xã Wittich, Quận Franklin, Arkansas
Xã Wittich (tiếng Anh: Wittich Township) là một xã thuộc quận Franklin, tiểu bang Arkansas, Hoa Kỳ. Năm 2010, dân số của xã này là 898 người.